# История «Яндекса»
Поисковая система Яndex-Web была представлена широкой публике 23 сентября 1997 года на выставке Softool. Первая рабочая версия поискового приложения под названием «Яndex» появилась в 1993 году, тогда оно представляло собой инструмент для поиска информации в рамках одного веб-сайта. Программа была создана основанной в 1988 году компанией CompTek.
В 2000-х годах Яndex изменил название на Yandex (Яндекс)
«Яндекс» не был первой поисковой системой России (раньше появились Рамблер и Апорт), но стал быстро набирать аудиторию. В 2001 году он обогнал крупнейший поисковик российского сегмента сети — Рамблер, став лидером в Рунете.
К 2011 году «Яндекс» стал одной из крупнейших в Европе интернет-компаний с капитализацией 10 млрд долларов (на 2013 год).
С 4,84 млрд поисковых запросов система «Яндекс.Поиск» к началу 2013 года занимала среди поисковых систем четвёртое место в мире и второе среди неанглоязычных систем после китайской Baidu.

## Предыстория

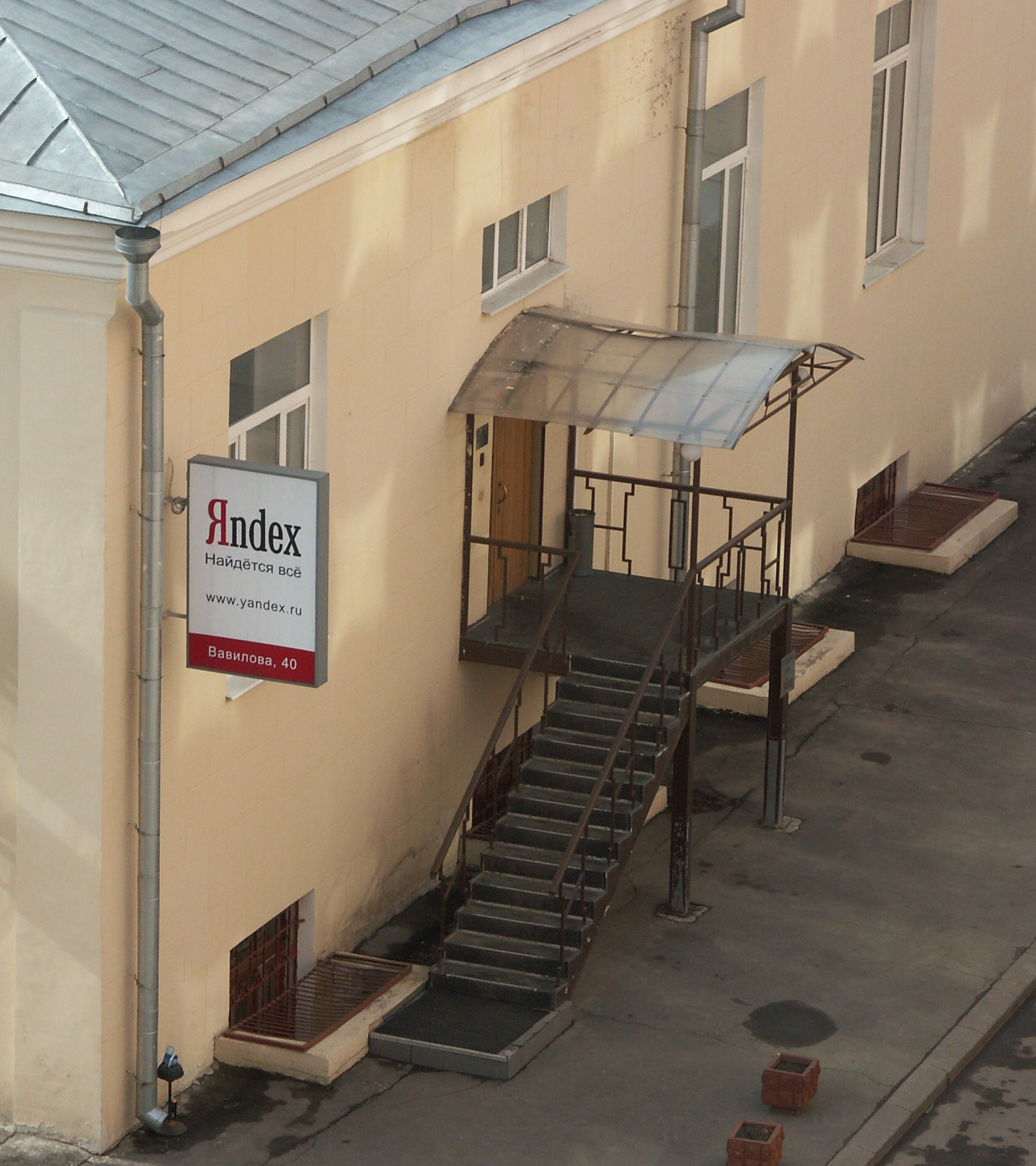
Самый старый офис «Яндекса» на улице Вавилова

Выпускник и аспирант Института нефти и газа имени Губкина Аркадий Волож занимался исследованиями в области обработки больших объёмов данных. Параллельно он работал генеральным директором в основанной им в 1988 году фирме CompTek, которая поставляла персональные компьютеры и проводила автоматизацию рабочих мест на отечественных предприятиях. В процессе работы у программиста возникла идея создания компьютерной программы, которая позволила бы находить в больших текстах информацию с учётом морфологии русского языка (то есть по запросу слова в любой форме). Вместе с Аркадием Борковским, специалистом по компьютерной лингвистике Академии наук СССР, Волож в 1989 году открыл компанию «Аркадия». В 1990 году к команде программистов CompTek присоединился программист Илья Сегалович, бывший одноклассник и друг Воложа. Специалисты «Аркадии» в течение двух лет создали по заказу Центрального научно-исследовательского института патентной информации и технико-экономических исследований (ЦНИИПИ) две информационно-поисковые системы: Международную классификацию изобретений и Классификатор товаров и услуг. Впоследствии программы, записанные на дискеты, в течение трёх лет продавали научно-исследовательским институтам и организациям, занимавшимся патентоведением. К 1993 году CompTek занималась сбытом сетевых технологий, а чтобы не оставлять технологию поиска, «Аркадию», деятельность которой стала менее востребованной, сделали одним из департаментов CompTek.
В 1993 году была написана первая рабочая версия приложения для локального поиска (на жёстком диске компьютера), которое назвали «Yandex». Слово расшифровывалось как yet another indexer (с англ. — «ещё один индексатор», «очередной индексатор»).
В 1993—1994 годы программисты CompTek начали сотрудничать с лабораторией компьютерной лингвистики Института проблем передачи информации, которой заведовал академик РАН Юрий Апресян, российский специалист в области структурной лингвистики и теоретической семантики. Сегалович изучал морфологию и совершенствовал поисковую технологию, через некоторое время ему начали помогать Михаил Маслов, Дмитрий Тейблюм, Сергей Ильинский и Леонид Бровкин. Сегалович в качестве основного разработчика написал программу автоматического морфологического анализа, которая использовалась при поиске. Результатом совместного труда программистов стал словарь с поиском, учитывавшим морфологию русского языка, ещё одним его достоинством было то, что он целиком грузился в оперативную память и быстро работал.

Состав Яндекса в первые годы его существования

В 1994 году на основе разработанных технологий программисты CompTek создали «Библейский компьютерный справочник» — информационно-поисковую систему, работавшую с текстом Библии. Для преобразования в электронный вид почти половину книги пришлось набирать вручную. С 1995 года компания работала над проектом «Академического издания классиков на CD ROM», который предполагал выход полного электронного академического издания Александра Грибоедова и Александра Пушкина со словарём языка Грибоедова. К 1996 году был разработан алгоритм построения гипотез: если искомого слова не было в словаре, то поиск осуществлялся по наиболее похожим на него, и по ним уже строилась модель словоизменения.
С выходом компании CompTek в интернет в 1995 году её создатели решили настроить поисковую программу для работы в новых условиях — чтобы пользователь мог легко ориентироваться во всемирной паутине и находить любую необходимую информацию. Для этого программисты переписали поисковую программу так, чтобы она работала уже с интернет-сайтами, сначала поиск производился по ограниченному количеству сайтов, а затем — по всему российскому сегменту интернета, так называемому Рунету.

## 1997—2000: Яndex в составе CompTek
23 сентября 1997 года на выставке Softool впервые была продемонстрирована поисковая система «Yandex.ru», а через два месяца уже был реализован естественно-языковый запрос.
…уже в 1997 году, когда мы запускали Yandex.ru, у нас 
было ощущение кипения, бурлящих пузырьков. Мы понимали, что делаем
что-то, что это выстрелит и что никто вокруг этого не понимает. Но
не было твердого осознания, как это будет. […] Это было конкретное,
чисто физическое ощущение того, куда надо двигаться, почему это
будет нужно всем, почему мы будем номером один. Мы тогда не были
номером один, но примерно понимали, что нужно сделать, чтобы им
стать
«Яндекс» не был первой поисковой машиной в России: в 1996 году появился Рамблер, а ещё раньше, в декабре 1995 года, — Altavista, причём последняя имела самый производительный на тот момент сервер и отличалась самой высокой скоростью работы среди конкурентов, обрабатывая миллионы запросов в день. Через два месяца после yandex.ru анонсировали поисковую систему «Апорт» (хотя впервые её продемонстрировали ещё в феврале 1996 года).
Поисковая машина, носившая вначале название Яndex-Web, индексировала сайты на доменах .su и .ru, а также иностранные русскоязычные страницы. Программа учитывала морфологию русского языка, алгоритмы умели находить начальную форму слова, возможен был запрос по точной словоформе. Язык запросов включал логические операторы И, ИЛИ, НЕ и позволял искать в пределах одного документа, абзаца, в заголовках и других полях, а также с учётом расстояния между словами. В первое время после запуска поисковый робот еженедельно обходил 4 ГБ текстов по 5 тысячам серверов. Найденные документы сортировались по релевантности, рассчитывавшейся по положению слова, частоте упоминания его в документе, расстоянию между словами.
Поиск с учётом морфологии от команды Аркадия Борковского Яндекс пытался продать дважды: в 1996 году — «Рамблеру», и в 2003 году — «Гуглу», но ни та, ни другая не сочли эту технологию сколько-нибудь важной.
10 декабря 1997 стало известно об установке Яndex поисковиком по умолчанию в официальной версии Internet Explorer 4.0; сделано это было с целью наибольшей локализации продукта на рынке России.
В 1998 году для каждого результата поиска появилась функция «найти похожие документы». Функция была доступна в естественно-языковом и расширенном режимах поиска. Поиск аналогичных документов производился по образу, или портрету, исходного. В этом же году появился первый контекстный баннер, была внедрена сортировка результатов по времени последнего изменения, появилась возможность задавать многосложные естественные языковые запросы вроде «где купить автомобиль».
Яндекс.Поиск по состоянию на 1998 год работал на трёх машинах, работавших на FreeBSD под Apache: одна машина обходила Интернет и индексировала документы, одна машина была поисковая, и одна машина дублировала поисковую машину.
В 1999 году «Яндекс» проиндексировал 32 835 серверов и 7 237 683 уникальных документов. Была обновлена версия поисковой системы — она научилась добавлять в индекс подписи к картинкам, ключевые слова, описания, названия java-апплетов, ссылки и др. Появилась возможность ограничить поиск одним сервером или исключить из выдачи выбранные серверы, узнать о ссылках на определённый ресурс; были усовершенствованы антиспам-фильтры. Появился поиск по категориям, введён тематический индекс цитирования.
На дальнейшее развитие сайта Яndex требовались средства. В 1999 году Волож начал искать для формирующейся компании такого инвестора, чтобы сохранить над ней контроль и при этом получить максимальную прибыль от продажи её миноритарного пакета. Оборот «Яндекса» в 1999 году составлял 72 тысячи долларов в год, стоимость компании, по собственным оценкам, достигала 15 миллионов. К середине 1999 года Яndex был в семёрке популярнейших сайтов Рунета.

## 2000 год: Учреждение ООО «Яндекс»

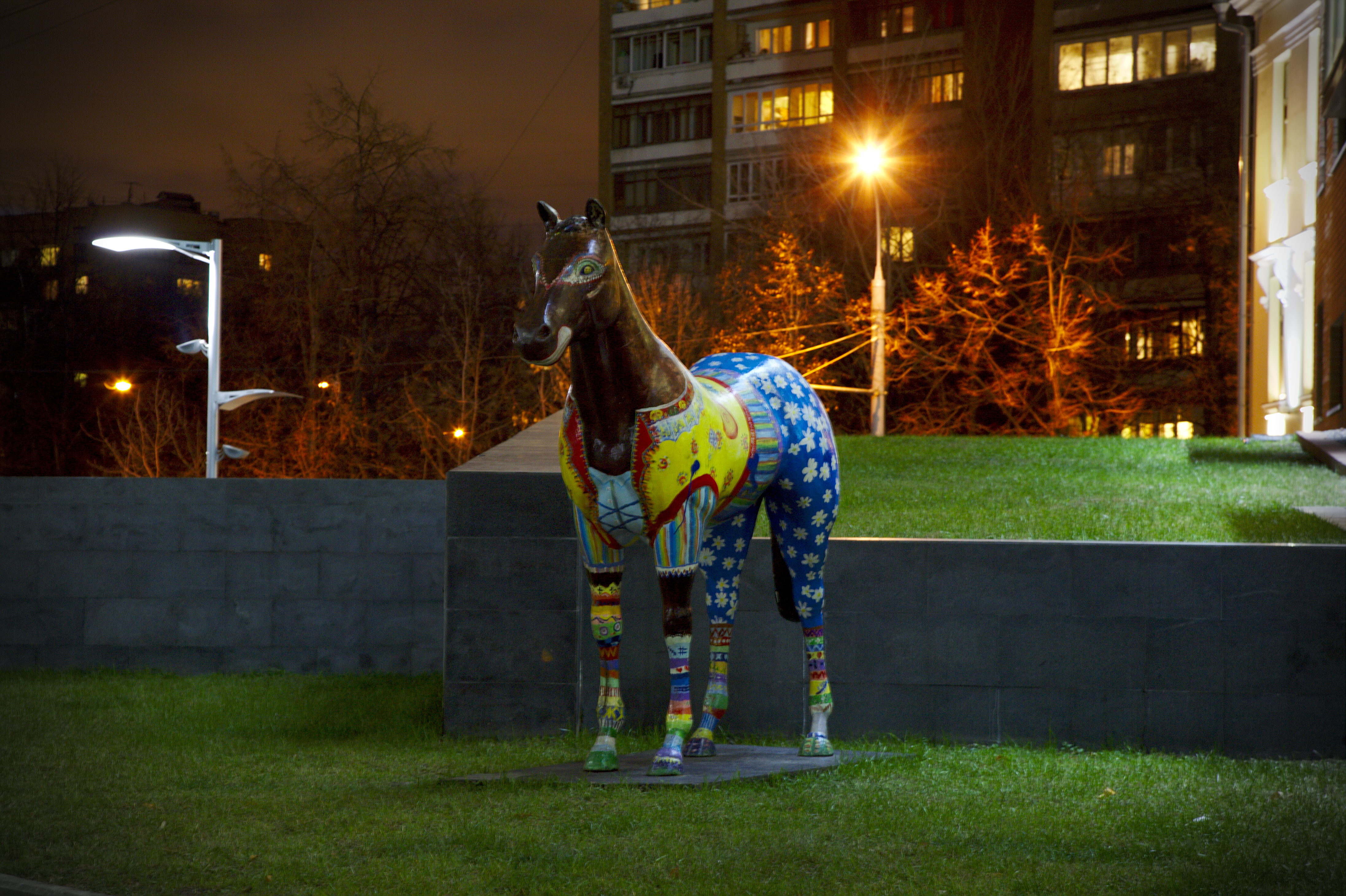
Талисман Яндекса рядом с центральным офисом. Лошади «Клоун» и «Вечерняя Москва», разрисованные детьми московских интернатов, были куплены Аркадием Воложем в 2004 году специально для Яндекса.

Весной 2000 года акционеры CompTek учредили ООО «Яндекс» для управления одноимённым сайтом. Компании перешли все права на торговую марку, сайт и поисковую технологию, а также семейство одноимённых программных продуктов и созданных проектов (Яndex.Site, Яndex.CD, Яndex.Dict, Яndex.Lib). В тот период большой интерес к интернет-фирмам проявляли инвесторы всего мира, и Волож сумел договориться с инвестиционным фондом ru-Net Holdings Limited (совместное предприятие финансовой группы Baring Vostok Capital Partners (BVCP) и московского инвестиционного банка United Financial Group) о привлечении 5,28 миллиона долларов для дальнейшего развития «Яндекса» в обмен на 35,72 процента дополнительно выпущенных акций. Тогда же была запущена первая среди российских интернет-бизнесов рекламная кампания на телевидении со слоганом «Найдётся всё!». С момента образования новой компании Волож оставил CompTek и стал генеральным директором ООО «Яндекс», а Сегалович — техническим директором.
6 июня поисковик получил обновление. Была установлена возможность связи с программой Яndex.Site по желанию владельца. Реализован механизм «параллельных поисков», когда наряду с результатами поиска из веба выдаётся связанная информация из баз данных Яndex и его партнёров (прежде всего информационных агентств и онлайн-магазинов). Встроен синтаксический анализ, расширена интеграция с каталогом, появился раздел «Популярные находки». На момент выхода новой системы, 6 июня, поисковая машина проиндексировала 20 млн документов объёмом более 200 ГБ. К декабрю 2000 года эта цифра достигла значения в 355,22 ГБ; число уникальных IP пользователей составляло 92 тыс., средняя длина запроса — 2,21 слова.
В апреле 2000 года компания «Яндекс» вышла из состава CompTek и стала независимой. Материнский холдинг располагался на Кипре, в России же зарегистрирована дочерняя компания в форме общества с ограниченной ответственностью.
Были открыты Яндекс.Почта, Яндекс.Новости, Яндекс.Гуру, Яндекс.Товары, Яндекс.Открытки, Яндекс.Бар и Яндекс.Закладки, а также — «аскетический Яндекс» (ya.ru).

## 2001 год: ВпередиРамблера, Яндекс. Директ
В 2001 году поисковая машина «Яндекса» обгоняет Рамблер и с тех пор остаётся лидером отечественного поискового рынка. Успех был обусловлен запуском обновления поисковика: улучшился поиск ссылок, стала производиться морфологическая коррекция запроса, введён «взвешенный индекс цитирования» и повысилась точность и скорость поиска. В базе Яndex на тот момент было 38 млн проиндексированных документов (у Рамблера — 7,5 млн). Число пользователей поисковой системы превышало 1 млн.
Весной 2000 года ходили слухи о возможном слиянии «Яндекса» и Рамблера, хотя глава «Яндекса» Аркадий Волож эту информацию опроверг. Несколько иронично передана реакция Воложа в книге «Жизнь внутри пузыря»: там ему приписываются следующие слова — «Да зачем вы мне нужны? Я вас и так сделаю, с вашим-то бардаком».
В марте «Яндекс» завоевал 6 призов «Интел Интернет премии».
С 23 апреля по 28 мая 2001 года в три тура прошёл Кубок Яндекса — турнир по поиску в интернете, транслировавшийся на официальном сайте состязания. Задачей участников было за определённое время найти в поисковой системе ответы на заданные вопросы.
Рынок поиска России на 2002 год
 Яндекс (54,37 %) Рамблер (35,49 %) Aport (8,75 %) Другие (1,39 %)
Был запущен Яндекс.Директ — система автоматического размещения контекстной рекламы, впоследствии ставшая основным источником доходов компании. Желающие могли самостоятельно размещать на «Яндексе» рекламные сообщения и управлять ими (составлять текст объявления, подбирать ключевые слова, останавливать, возобновлять, редактировать). Нужно отметить, что функционально возможность показывать рекламу с привязкой к поисковым запросам появилась на «Яндексе» в момент выхода системы в публичный доступ. До начала 2000-х система не носила имени, покупки рекламных мест производились вручную через отдел продаж. Реклама размещалась над первым поисковым результатом, также был текстовый блок или баннер между пятым и шестым результатами. Появление «Директа» как автоматизированной системы продажи рекламы было обусловлено появлением в сети среднего и малого бизнеса и увеличением числа игроков на рынке, с которым не получалось больше работать вручную.
Среди других запущенных сервисов — «Дзен-поиск» — медитативный поиск, не требующий ввода поискового запроса, онлайновый словарь (совместно с компанией ABBYY), а также проект Яндекс. Пиво (расширение проекта Яндекс. Гуру), позволявший выбрать по различным параметрам нужный сорт пива из 2500 имевшихся в базе.

## 2002 год: Выход на самоокупаемость
С августа 2002 года доходы компании стали превышать расходы, на полгода раньше запланированного времени.
«Яндексу» перешёл домен www.yandex.com, купленный адвокатской конторой «Арбитражсудправо» с целью дальнейшей перепродажи. В своё оправдание ответчик заявил, что слово «Яндекс» стало уже крылатым и синонимом справочника, так что в защите авторскими правами не нуждается. Сам домен будет через 8 лет (2010 год) использован для открытия англоязычного поиска.
Летом 2002 года, совместно с российской компанией PayCash, была открыта электронная платёжная система «Яндекс.Деньги». Также появились «Яндекс.Картинки» (поиск по картинкам); вместо сервисов «Подбери», «Гуру» и «Товары» был образован один — «Яндекс.Маркет». Открыт сервис «Спамооборона» — система фильтрации нежелательных электронных писем. Размер электронного почтового ящика для пользователей стал неограниченным
Объём проиндексированных «Яндексом» данных превысил 1 Тб. Стоимость компании, по оценкам, составляла 15-30 млн долл., выручка достигала 60 млн руб., серверов было около 160 штук, число сотрудников не превышало сотни, а объём рынка интернет-рекламы составлял 10 млн долл.
По словам Николая Шестакова, работавшего в «Яндексе» в 2002—2012 годах (ныне сооснователь рекламной сети ВКонтакте), «Нас [в 2002 году] было человек 15, может быть, 20, мы все помещались в относительно небольшой офис, который находился на улице Вавилова, это было одно из маленьких зданий Института математики Стеклова, в одном же этом помещении сидели и менеджеры, и программисты […] там же была и серверная с нами […] это был „гаражный формат“ стартапа. Все занимались всем, то есть был такой семейный очень формат, приятный, где там Аркадий участвовал и в проджект- каких-то планированиях, и в коммерческой активности, то есть там лучшего сэйла я, наверное, не видел, чем Воложа [...] Нужно отдать должное „Яндексу“, что всё-таки не всё удалось на этом 10—15-летнем пути „Яндексу“ растерять из того самого семейного маленького формата...».

## 2003 год: Первые в Рунете дивиденды
Летом 2003 года «Яндекс» стал первой в русскоязычном интернете компанией, которая выплатила своим акционерам дивиденды, общий размер которых достигал 100 тысяч долларов. В компании работало тогда примерно 100 человек, доходы составляли около 200 тыс. долл., расходы — около 150 тыс. долл.
Вышла новая, восьмая по счёту, версия дизайна главной страницы. Теперь появились настройки вида (Стандартный, Газетный, Навигационный и Аскетичный). Стало возможным отключение графической рекламы.
Появились Яндекс.Сервер, Яndex.Publisher и Яndex.SDK. Поисковая система научилась индексировать файлы с расширениями .pdf, .doc и .rtf, а результаты поиска стало возможным представлять в формате XML. Локальная версия поиска появилась на официальном сайте Президента России.

## 2004 год: Старт образовательных программ, Яндекс. Карты
В сентябре 2004 года «Яндекс» объявил об учреждении научных стипендий в области автоматической обработки веб-данных. Избранные стипендиаты при поддержке компании написали научные работы на следующую тематику: анализ поисковых запросов, мультимедийный поиск, автоматическая классификация сайтов, автоматическая обработка текста и структура сайтов. Общий бюджет программы — 3 миллиона рублей.
Были открыты сервисы «Яндекс.Карты», «Яндекс.Блоги», «Яндекс. Wifi» и «Яндекс.Афиша». Поисковая машина научилась распознавать документы в форматах .swf («флэш»), .xls и .ppt Изменился алгоритм поискового ранжирования: усовершенствована система распознавания копий документа, улучшен расширенный поиск и запущен геозависимый поиск (в зависимости от города проживания пользователя).
Одно из главных событий в истории Яндекса как раз и случилось в 2004 году. Реструктурированная компания стала голландской, так как «Акционерное общество Yandex N.V.» (которое было зарегистрировано в Гааге) получило в собственность 100 % акций российского ООО «Яндекс».

## 2005 год: Открытие зарубежного офиса

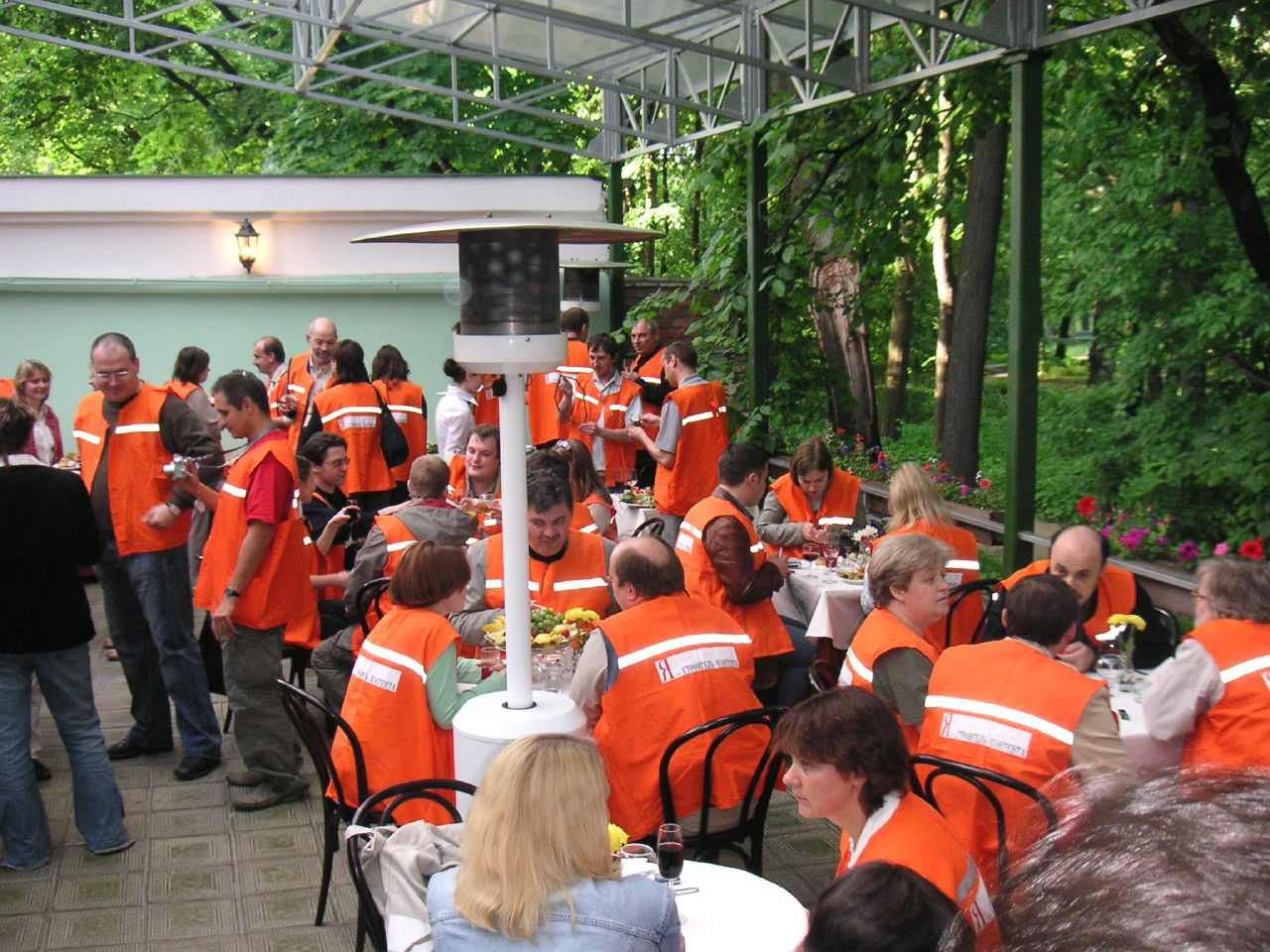
Фуршет после презентации «Яндекса», 2005 год.

20 сентября 2005 года «Яндекс» объявляет об открытии первого офиса на Украине, первого за пределами России. Вместе с офисом в Одессе был запущен портал www.yandex.ua и www.yandex.com.ua, специально для украинской аудитории. В рамках нового портала запланировано создание новых локальных сервисов и продажа рекламы.
Был запущен так называемый «быстрый» поисковый робот, работающий параллельно с основным и предназначенный для индексации страниц с активно меняющимся содержимым (новостные сайты, форумы). База «быстрого робота» на момент запуска обновлялась каждые 1,5—2 часа и включала 4 млн документов. Появилась программа для поиска файлов на компьютере пользователя — «Персональный поиск „Яндекса“». Запущены сервисы Яндекс.Адреса, Яндекс.Афиша, Яндекс.Лента, открыта Рекламная сеть Яндекса.
С 2005 года логотип «Яндекса» стал получать особые «праздничные» версии. Новая традиция была заложена логотипом от 1 января 2005 года, изображающим конфетти и имеющим надпись «С Новым годом!».

## 2006 год: Первый удалённый офис
Были запущены Яндекс.Пробки и Яндекс.Словари (путём объединения других проектов). Появился «Яндекс-кэш» — ссылка на сохранённую «Яндексом» копию документа из поисковой выдачи. Поисковая система «Яндекс» стала использоваться на портале Mail.ru. Открылся удалённый офис разработок в Санкт-Петербурге (первый удалённый офис разработки).

## 2007 год: Школа анализа данных

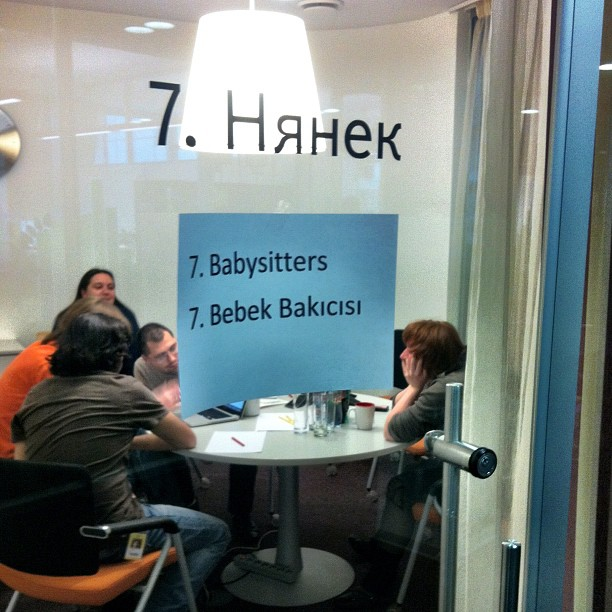
Одна из переговорных в штаб-квартире «Яндекса».

Была запущена площадка для тестирования экспериментальных продуктов Яндекс.Нано, в рамках которой вышли в том же году «Пульс блогосферы» (измерял всплеск пользовательского интереса к тому или иному слову или фразе) и «Яндекс.Календарь». Появились также Яндекс.Фотки, сервис для ведения блогов Я.ру, Яндекс.Mirror (портал для скачивания дистрибутивов свободных ОС), «Мои находки» (история поисковых запросов пользователя), была анонсирована Локальная сеть «Яндекса», созданная с целью облегчить пользователям из регионов России доступ к службам «Яндекса».
27 марта 2007 года за полтора миллиона долларов была куплена профессиональная социальная сеть «Мой круг». Также был куплен разработчик мобильных программ «Смартком», команда которого стала частью мобильных подразделений «Яндекса».
После нескольких попыток открыть профильную кафедру при российских вузах в 2007 году была открыта собственная Школа анализа данных — бесплатные курсы по подготовке компьютерных специалистов. Первоначальные вложения в проект составили несколько сотен тысяч долларов. Это не первый образовательный проект «Яндекса» — ещё в 2004 году компания объявила о выделении специальных научных стипендий за работы в области программирования.

## 2008 год:Yandex.Labs

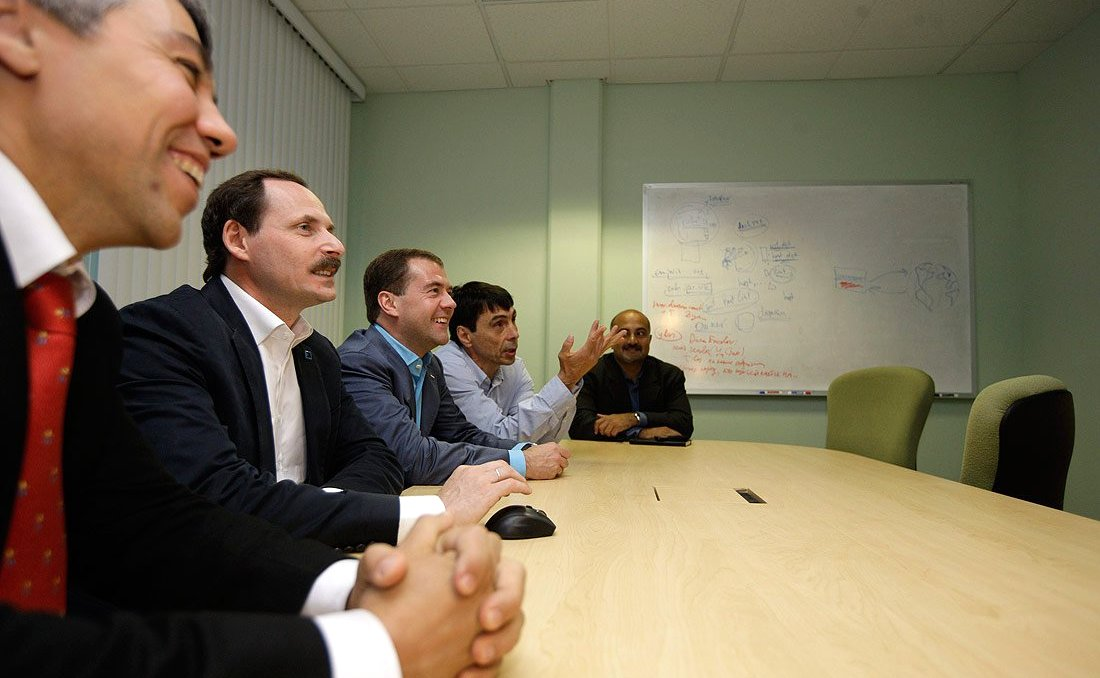
Президент России Дмитрий Медведев в Yandex Labs (24 июня 2010 года).

Запущены сервисы Яндекс.Метрика, Видео, Книги, Авто, Время, Я.Онлайн, Расписания, Интернетометр. Куплены Punto Switcher (программа автоматического исправления раскладки клавиатуры) и «СМИлинк», влившийся в сервис «Яндекс.Пробки».
20 июня был открыт офис в Кремниевой долине Yandex Labs (Yandex Laboratories); первоначальное число сотрудников составило 20 чел.
В 2008 году компания «Яндекс» впервые стала открыто объявлять об изменениях в поисковом алгоритме и давать им имена (до этого все изменения в поисковой системе оставались безымянными) В этом же году «Яндекс» запустил сразу два алгоритма — «Магадан» и «Находка». По состоянию на 2008 год «Яндекс» находился на 9 месте в мире среди поисковиков.
Также, в конце 2008 года, компания «Яндекс» начала переезд в бизнес-центр «Красная роза» на улице Льва Толстого, 16. Чуть позже рядом с бизнес-центром появится один из лучших слоганов: Мы работаем на Льва Толстого. Это был крупнейший (на тот момент) в стране арендный контракт на рынке офисной недвижимости.

## 2009 год: Матрикснет
Вышли поисковые алгоритмы «Арзамас» (ранее известный как «Анадырь»), а в ноябре — «Снежинск», основанный на новом методе машинного обучения — Матрикснете. Это позволило показывать локальные результаты поиска для пользователей из 1250 российских городов. В декабре вышел алгоритм «Конаково» как пакет улучшений к «Снежинску».
Осенью 2009 года была запущена казахская версия «Яндекса» — http://yandex.kz
В 2009 году «Яндекс» был признан самой быстрорастущей поисковой системой из топ-10 в мире.
Президент России Дмитрий Медведев заявил, что необходимо следить за инвестициями иностранцев в крупнейшие российские интернет-проекты. Данное заявление инициировало цепочку действий, окончанием которой стала покупка «Сбербанком» «золотой акции» «Яндекса» с целью избежать попадания предприятия общегосударственной важности в руки иностранцев.

Мы выбирали держателя приоритетной акции по трём параметрам: государственный, публичный и не имеющий прямых интересов в Интернете и медиа.
— Елена Ивашенцева, партнёр Baring Vostok Capital Partners и член совета директоров «Яндекса»

## 2010 год:Yandex.com
Доля Яндекса в поисковых запросах в рунете впервые за четыре года превысила 60 %. 19 мая 2010 года компания запустила англоязычную версию своей поисковой системы на домене yandex.com, и, таким образом, вышла на международный уровень. Развитием англоязычного поиска занимается открытая в 2008 году калифорнийская лаборатория Yandex Labs.
14 апреля был открыт портал для Белоруссии (yandex.by) и поиск на татарском, запущен региональный поиск для Украины. Вышло обновление «Снежинска» версии 1.1, вышли также поисковые алгоритмы «Полтава» (обновление украинского поиска), «Обнинск» и «Краснодар». Была проиндексирована соцсеть ВКонтакте. Появился ряд специализированных сервисов — Яндекс.Недвижимость, Яндекс.Работа, Яндекс.Музыка, Яндекс. Услуги.
Кроме того, в 2010 году «Яндекс» приобрёл картографическую компанию «ГИС Технологии», которая с 2008 года поставляла данные для одного из ключевых сервисов Яндекса — Яндекс.Карты. В июне 2010 года была запущена программа работы со стартапами «Яндекс.Старт», в рамках которой в декабре был куплен Вебвизор — программа анализа действий посетителей сайта. Также были вложены инвестиции в израильский стартап по распознаванию лиц на изображениях Face.com. В декабре 2010 года вышла первая версия мобильного приложения Яндекс. Маркета.

## 2011 год: Выход на биржу
24 мая 2011 года «Яндекс» осуществил первичное размещение акций на американской бирже НАСДАК. Нужно заметить, что выход на биржу планировался ещё в 2008 году, но был отложен из-за разразившегося всемирного кризиса. В ходе размещения было продано 52,2 млн акций класса «А» по цене 25 долларов за акцию, за счёт чего было выручено около 1,3 млрд долларов (из них примерно треть будет использовано самой компанией, а остальное пойдёт акционерам, продавшим свои акции). С учётом того, что у банков-организаторов IPO есть опцион на дополнительный выкуп акций, объём размещения составляет $1,43 млрд, а в свободном обращении окажется 17,6 % акций «Яндекса». Предварительно бизнес компании был оценён в диапазоне от $6,4 млрд до $7 млрд, по итогам IPO оценка компании составила $8 млрд. После первого дня торгов цена акций «Яндекса» выросла ещё на 42 %, а капитализация компании достигла $11,4 млрд. В результате выхода на биржу несколько десятков сотрудников компании стали долларовыми миллионерами, генеральный директор Аркадий Волож получил 101 млн, технический директор Илья Сегалович — более 20 миллионов долларов .
16 августа вышел поисковый механизм «Рейкьявик», учитывающий языковые предпочтения пользователей и персонализирующий на этой основе поисковую выдачу

### Падение Яндекса
19 августа 2011 года примерно в 17:00 по московскому времени поисковой сервис перестал работать.
Помимо основного сайта Яндекса, перестали работать и многие его сервисы, такие как Яндекс.Почта, DNS, и Почта для домена.
Сервис Яндекс.Блоги при этом работал, некоторые пользователи сообщали, что работает также front-end и Яндекс.Метрика. Об инциденте написали короткую заметку на Хабрахабре. В 20:00 того же дня работа поисковой системы была восстановлена, в течение следующих два часа была восстановлена работа всех остальных сервисов Яндекса. По словам представителей Яндекса, сбой был связан с ошибкой ПО маршрутизатора.

### После падения
20 августа, на следующий день после падения поисковой системы, «Яндекс» был восстановлен, а также все его сервисы.
20 сентября «Яндекс» вышел на поисковый рынок Турции — запустил соответствующий портал и открыл офис в Стамбуле.
Турецким пользователям доступны поиск, почта, новости и другие сервисы «Яндекса». За 2011 год были открыты локальные версии «Яндекс.Карт» с панорамами улиц и пробками, а также поиск для сайта. Турецкий «Яндекс» создавался в течение одного года командой из 50 человек с намерением занять 10—20 % рынка.
Летом стало известно, что поисковые технологии «Яндекса» будет использовать «Рамблер». Параллельно на портале вместе с Бегуном стала показываться реклама Яндекс.Директ. Также на поисковый механизм «Яндекса» перешёл другой бывший конкурент и ранее один из лидеров поискового рынка России Апорт. Таким образом, единственным серьёзным конкурентом «Яндекса» в этой области остался Google, при этом на май 2011 года доля «Яндекса» в поисковых запросах составляла около 65 процентов, а доля Google — около 22 процентов. На Mail.ru приходилось около 7 процентов поисковых запросов. В этом же году поиск «Яндекса» по видео стал использоваться на крупнейшем чешском портале Seznam.
Открылись сервисы «Яндекс.Перевод», «Яндекс.Такси», мобильный сервис поиска по приложениям (apps.yandex.ru), «Яндекс.Карты» научились строить маршруты проезда на общественном транспорте и автомобильные маршруты. Состоялось поглощение компаний Loginza (создавала сервис для аутентификации на сайте через сторонние учётные записи), The Tweeted Times (агрегатор новостей из Твиттер) и SPB Software (разработчик оболочки для ОС «Андроид», которая ныне известна как Яндекс.Shell). Также была куплена доля за 15 млн долл в американском поисковике blekko. Генеральный директор «Яндекса» Аркадий Волож вошёл в совет директоров blekko.

## 2012 год: «Яндекс.Браузер»
В январе Аркадий Волож заявил о планах компании выйти на европейский рынок и занять там второе место после Гугла с существенной долей, около 30 %. В этом же году были открыты два офиса в Швейцарии: в январе — офис разработок в Цюрихе, а в марте — офис продаж в Люцерне для более оперативной работы с европейскими рекламодателями. 10 апреля 2012 года «Яндекс» представил поисковый сервис для Европейского центра ядерных исследований (ЦЕРН) в рамках эксперимента по изучению частиц с b-кварком; это не первое сотрудничество «Яндекса» с ЦЕРНом: ещё в 2011 году компания стала предоставлять научному центру свои сервера. 28 августа Яндекс вступил в Консорциум Всемирной паутины, в рамках которого собирается участвовать в разработке стандартов Интернета. Представителем компании в нём стал Чарльз Макэти Невил (англ. Charles McCathie Nevile).

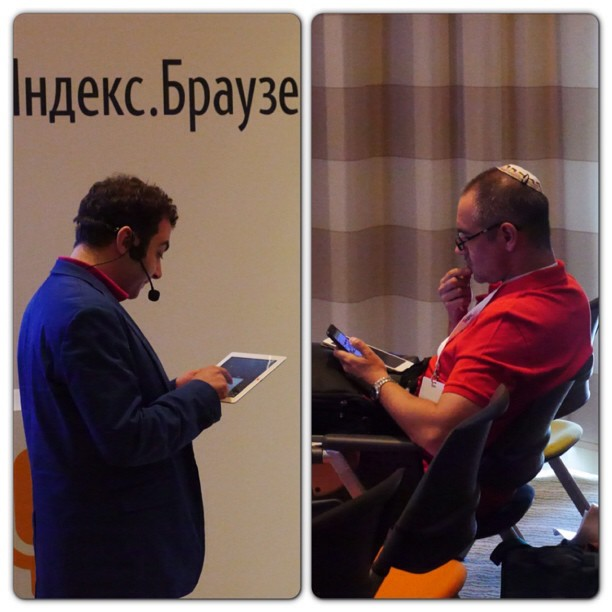
На презентации версий «Яндекс.Браузера» для смартфонов и планшетных компьютеров.

21 февраля Яндекс и Twitter объявили о начале сотрудничества. Сервис микроблогов предоставлял полный доступ к данным. Благодаря этому пользователи Яндекса могут находить твиты уже через несколько минут после их публикации с помощью Яндекс.
В мае 2012 года в Государственной думе Российской Федерации появился законопроект, в котором «Яндекс» и «ВКонтакте» признаются стратегическими предприятиями как общенациональные трансляторы информации. Ещё в 2009 году президент России Дмитрий Медведев инициировал покупку «Сбербанком» «золотой акции» «Яндекса» с целью избежать попадания предприятия общегосударственной важности в руки иностранцев.
22 июня «Яндекс» приобрёл долю в компании «Сейсмотек», занимающейся разработкой программного обеспечения в области геофизики, и предоставил ей свои технологии и ресурсы для обработки сейсмических данных. За 1 млн долл была куплена доля в 25 % и создан проект «Яндекс.Терра» — первый проект компании вне интернет-отрасли. Этим шагом «Яндекс» объявил о покорении новых, не привычных себе ранее, рынков.
1 октября на ежегодной конференции «Яндекса» Yet another Conference был представлен новый браузер собственной разработки — «Яндекс.Браузер». С версии 1.1 с режимом «Турбо» началась рекламная кампания по продвижению браузера. Вскоре появились украинская и турецкая локализации.
В декабре был запущен новый поисковый алгоритм «Калининград», призванный предоставлять пользователям индивидуальную поисковую выдачу — так называемый «персональный поиск» — в зависимости от предпочтений и поведения пользователя, истории его поисковых запросов. Удалось заключить соглашение с «Майкрософт» об использовании поиска Яндекса в качестве поисковой машины по умолчанию на российском рынке в смартфонах на базе «Windows Phone 8». Также в начале этого года «Яндекс» начал индексирование Твиттера. Были запущены сервисы «Яндекс.Музыка», веб-версия «Яндекс.Такси» (ранее служба была представлена приложением для смартфонов) поиск людей (people.yandex.ru), «Яндекс.Навигатор», вышла оболочка для ОС «Андроид» Яндекс.Shell, на сервисе «Яндекс.Панорамы» появились панорамы Санкт-Петербурга с высоты птичьего полёта, на «Яндекс.Маркете» появился раздел одежды; «Сбербанк» приобрёл долю системы «Яндекс.Деньги» (75 % минус 1 рубль доли в уставном капитале).
По состоянию на 2012 год, серверный парк компании достигал более 10 тыс. машин, количество сотрудников — более 4,5 тыс., объём рынка интернет-рекламы превышал 1,7 млрд долл.

## 2013 год: Четвёртый в мире

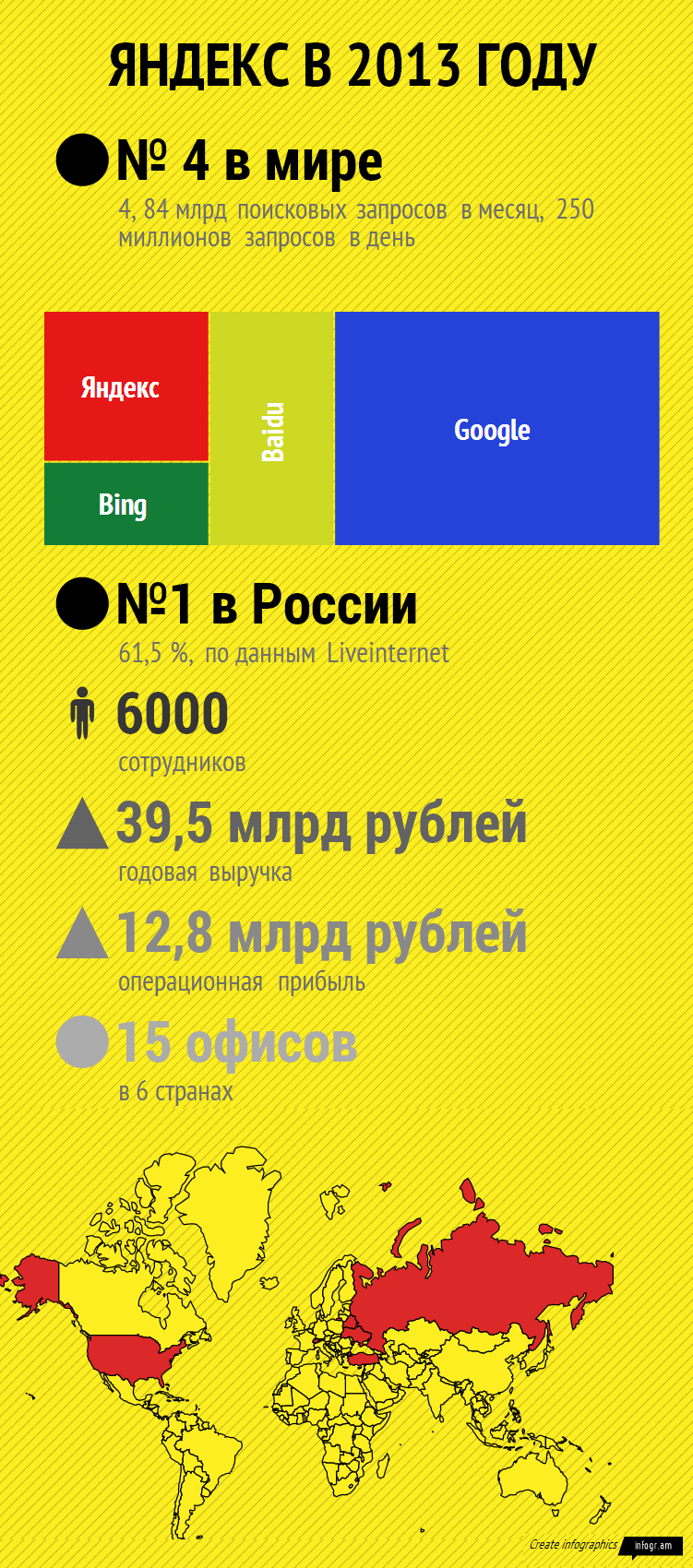
Инфографика: Яндекс в 2013 году. Источники — в тексте статьи, а также

К началу 2013 года Яндекс стал четвёртым поисковиком планеты (после Гугла, Байду и Яху!) с 4,84 млрд поисковых запросов, причём самым быстрорастущим поисковиком из первой пятёрки с 28 % за 2012 год. Бурный рост произошёл благодаря расширению интернет-аудитории в России, Украине, Белоруссии и Турции. Доля на рынке Рунета составляет 60,5 %. К концу этого же года число ежедневных запросов достигло 250 миллионов. Кроме того, Яндекс подтвердил свой статус лидера отечественного медиарынка, обогнав «Первый канал» по выручке (в прошлом году он обогнал «Первый» по ежедневной аудитории). Своеобразным глобальным признанием Яндекса стало включение его поискового механизма в операционную систему iOS 7 и браузер Safari.
Вышел новый поисковый алгоритм «Дублин», учитывающий сиюминутные поисковые предпочтения пользователей. Обновился алгоритм АГС (теперь под названием АГС-40), нацеленный на борьбу с сайтами, ориентированными на продажу ссылок. Было объявлено о тестировании новых поисковых технологий — «Острова» (новаторское интерфейсное решение, представление поисковой выдачи в виде интерактивных блоков-виджетов) и «Атом» (технология персонализации страниц в интернете). Вышел поиск по загруженному изображению — на основе технологии «Сибирь».
Расширилась функциональность некоторых сервисов — на Яндекс.Диске теперь можно за деньги увеличить дисковое пространство (вплоть до 1 Тб), на Яндекс.Маркете появилась возможность покупать товары напрямую, не переходя на сайт магазина (при этом онлайн-магазины должны будут выплачивать корпорации комиссию в размере 1 % от суммы покупки). Через Яндекс.Деньги стало возможно оплачивать услуги ЖКХ (с комиссией 1-2 %). Существенное обновление претерпели Яндекс.Карты: вышли подробные карты мира (теперь геосервис Яндекса стал вровень с его глобальными конкурентами); появилась возможность записи непосредственно из интерфейса карт в различные учреждения (например, забронировать столик в ресторане), за каждого приведенного клиента Яндекс будет снимать процент с организации.
За 80 миллионов долларов был приобретён сайт «КиноПоиск» для развития рекомендательных сервисов, учитывающих персональные интересы пользователей, и, возможно, с целью открыть свой онлайн-кинотеатр. Открыты сервисы «Яндекс.DNS», магазин приложений для Android Яндекс.Стор, в «Яндекс.Браузере» появилась синхронизация и вышла его мобильная версия.
Возросла роль «Яндекса» как культурного феномена. Вышла книга Яндекс Воложа: История создания компании мечты, написана Яндекс.Книга (готовится к выходу в 2014 году), завершены съёмки фильма «Стартап» («история успеха создателей крупного российского поискового портала»).
В июле 2013 года глава «Яндекса» Аркадий Волож объявил о планах своей компании выйти за пределы Интернета и открытии в будущем служб в других отраслях.
27 июля в возрасте 48 лет скончался сооснователь Яндекса Илья Сегалович, занимавший пост технического директора. Информация о смерти появилась ещё 25 июля, когда у Сегаловича была зафиксирована смерть головного мозга и он был подключен к аппарату искусственного жизнеобеспечения. Через несколько дней, после отключения от аппарата жизнеобеспечения, о смерти было объявлено официально. По случаю трагедии Яндекс открыл страницу памяти. Свои соболезнования выразил премьер-министр России Дмитрий Медведев.
В 2013 году глава компании «Яндекс» Аркадий Волож объявил о планах компании выйти за пределы поискового рынка и применить свой опыт в обработке больших данных в других отраслях (например, в расшифровке генома человека). Первый шаг в этом направлении был сделан ещё в прошлом году, с созданием сервиса Яндекс.Терра.

## 2014 год: Эпоха расширений
В январе компания объявила о заключении договора с Фейсбуком, согласно которому она получила полный доступ к публичным данным социальной сети (firehose), что позволило находить записи с фейсбука через поиск по блогам, а чуть позже и через сам поисковик. Таким образом, Яндекс получил доступ к открытым данным пользователей СНГ и Турции. Компания заявляла, что данные социальной сети будут использоваться для улучшения поиска ответа. В этом же месяце, был заключен договор о сотрудничестве с MultiShip — агрегатором логистических сервисов для интернет-магазинов. Благодаря договору, Яндекс получил возможность инвестировать в работу компании и привлечь её сотрудников к себе в команду, а позже и выкупить её ПО, которое стали использовать в работе Яндекс.Маркета для расчёта времени и стоимости доставки товаров. В сентябре этого же года, в результате конфликта между компаниями, договор был расторгнут.
В феврале Яндекс предоставил свою прошивку под ОС Android — Яндекс.Кит, который ограниченно использовался на некоторых планшетах и смартфонах. Чуть позже, компания прекратит поддержку своей версии ОС. В конце месяца Яндекс заключает договор о сотрудничестве с компанией Google в области рекламы. Так, сервисы медийной рекламы Яндекса будут подключены к RTB-системе Google, а ряд сервисов компаний Google к RTB-системе Яндекса. Соглашение касается только медийной рекламы и не распространялась на контекстную, техническая интеграция систем заняла несколько месяцев.
14 марта сменилось руководство Яндекс.Деньги. Новым генеральным директором стала Мария Грачёва. В этом же месяце, было заключено соглашение о покупке израильского стартапа KitLocate, а также их технологии персонализации и таргетированной рекламы.
2 апреля, Яндекс и ВШЭ открывают факультет компьютерных наук. Он объединит отделения программной инженерии и прикладной математики и информатики, а также базовую кафедру Яндекса. Возглавил факультет Иван Аржанцев, руководивший до этого образовательными проектами Яндекса.
В июне Яндекс объявил о покупке крупнейшего российского, на тот момент, автомобильного портала Auto.ru. По словам представителей компании, для развития, улучшения и создания сервисов, которые будут полезными для автолюбителей или же тех, кто этим интересуется. Сумма сделки была оценена в 175 миллионов долларов. В это же время, выходит в свет новый сервис — Яндекс.Город. Данный сервис должен был упростить поиск и выбор организаций и заведений города для пользователей приложения.
25 августа было анонсировано назначение Александра Шульгина на должность генерального директора Яндекса. Должность финансового директора передаётся Грегу Абовскому. При этом, как отмечается в анонсе, Аркадий Волож сохранит за собой пост главы группы компаний «Яндекса».
С сентября по декабрь, Яндекс совершает большое количество поглощений или же приобретений сторонних IT-проектов. Так, компания приобрела или поглотила: Any Void — студия разработки мобильных приложений; Adfox — платформа по управлению интернет-рекламой и разработке промышленных вопросов в области рекламы; PriceLabs — сервис по продвижению товаров; Parascript — стартап по распознанию рукописного и печатного текста и Метабар с его сервисом «Советник» — помощником для онлайн-покупок;
17 сентября компания выпустила обновлённый сервис Яндекс.Музыка. Главной особенностью в перезапуске стало внедрение системы рекомендации музыки по предпочтению пользователя, на основе прослушанных им ранее музыкальных произведений. В это же время, Яндекс презентует новый сервис, который, по заявлению представителя компании, поможет решить любой бытовой вопрос и найдёт проффесиональных рабочих — Яндекс.Мастер.
В декабре Яндекс открыл новое направление по работе с большими данными — Yandex Data Factory.

## 2015 год: Яндекс и его сервисы
В начале 2015 года, а именно 29 января, Яндекс завершает сделку по приобретению Рос. Такси — стартап по управлению таксопарками. По словам пресс-центра Яндекса, данное приобретение было совершено с целью улучшения качества сервиса в Яндекс. Такси, а также эффективности его работы. Также, в этот же день, выпущено глобальное обновление Яндекс. Транспорта, которое позволит жителям Москвы отслеживать местоположение транспорта в реальном времени.
В феврале же, Яндекс предоставил систему двухфакторной аутентификации для усиления защиты аккаунтов пользователей в сервисах компании. Приблизительно в это же время, было выпущено обновление сервиса Яндекс. Недвижимость, на котором появился отдельный раздел по приобретению жилья в новостройках.
2 марта, YDF предоставила разработку по прогнозированию пробок, заторов и ДТП на дорогах общего пользования, которое было заказано РосАвтоДором для повышения уровня безопасности на дорогах. На момент запуска системы, та обхватывала 2196 километров дорог, а точность системы достигала 80 %.
На площадке Яндекса — Auto.ru запущена система проверки транспортных средств, выставленных на продажу, о возможности их угона или нелегальном способе их владением. Проверка автомобиля проводится с помощью VIM-кода Т/С, который отправляется на проверку в Автокоду. Таким образом, если будет выяснено, что автомобиль нельзя по тем или иным причинам продать, площадка пообещала удалять публикации.
12 марта был сделан релиз нового сервиса компании — Яндекс. Работа, который поможет безработным найти интересующую их вакансию, а также узнать все подробности о будущей работе. При запуске, на площадке было загружено более 400.000 объявлений. В это же время, было выпущено обновление на Яндекс. Диск, с помощью которого пользователь сможет искать изображение по содержащимся на нём тексте, с помощью технологии распознавания текста на изображении. Компания заявила о точности поиска: так, фотографии с надписями успешно находятся в 63,3 % случаев; сканы документов в 80 %, а скриншоты в районе 100 %. Средняя точность распознавания текста оценивается в 70 %. К поиску доступны английский, русский, турецкий и украинские языки. На Яндекс. Маркет добавлена возможность искать товары только в зарубежных магазинах.
31 марта запущен сервис для подбора тура, исходя из предпочтения пользователя — Яндекс. Путешествия.
21 мая было запущено обновление для Яндекс. Карт, где ряд организаций начали отсылать компании информацию об обновлении местоположения офисов/банкоматов и прочих объектов, благодаря чему информация автоматически начала обновляться на картах компании.
В начале июня, Яндекс выпустил приложение «Прогулки» — сборник-путеводитель по городам России. В основе приложения лежат фотографии и действия путешественников в городах РФ, благодаря чему компания смогла создать рейтинг мест на основе количества фотографий/действий с данным объектом. Ближе к середине месяца, Яндекс перезапускает свой сервис — Яндекс. Метрику.
4 августа было выпущено крупное обновление для сервиса Яндекс. Поиска, в котором добавились ссылки на все существующие сервисы компании, аккаунт Яндекса, что позволило создать единую систему сервисов.
В сентябре произошёл релиз мобильной версии Яндекс. Недвижимости, а в недавно выпущенный сервис Яндекс. Путешествия был внедрён аудиогид. Ближе к концу месяца состоялся перезапуск сервиса Auto.ru с переработанным дизайном.
1 октября, между Яндексом и исландским метапоисковиком Dohop было заключено партнёрство, что позволило сервису Яндекс. Авиабилеты расширить доступность покупки авиаблиетов за счёт увеличения количества сотрудничающих авиакомпаний.
Яндекс начала сотрудничать с операторами связи. Так, в октябре, таксисты сервиса Яндекса смогли получить особый тариф у МегаФона, а в ноябре YDF подписало соглашение о стратегическом партнёрстве с Билайном.
9 ноября, Яндекс предоставил Википедии машинный перевод, с помощью которого, по словам компании, зарегистрированные пользователи смогут облегчить себе работу по переводу статей, пользуясь API переводчика. 11 ноября, в качестве эксперимента, Яндекс оснастил несколько машин такси VR-шлемами, которые позволят пользователям некое развлечение, пока те добираются до места назначения. 17 ноября, YDF, АстраЗенека и RUSSCO анонсировали платформу для работы с данными геномного секвенирования, что поможет улучшить методики выявления рака или предрасположенности к онкологическим заболеваниям.
В ноябре 2015 года Яндекс также разработал собственную технологию прогноза погоды — «Метеум». Она позволяет строить прогноз погоды с точностью до дома, благодаря объединению классических моделей метеопрогнозирования и технологий машинного обучения. В том же году появился сервис «Яндекс для медиа», который автоматически составляет новости на основе данных сервисов Яндекса.
8 декабря, Яндекс приобрёл технологии компании Agnitum по защите данных в информационном пространстве, что позволит усилить защиты Яндекс. Браузера.

## 2016 год: Яндекс. Дзен и Яндекс. Лицей
В начале 2016 года, компания объявила о том, что в Яндекс.Директе начинается тестирование смарт-баннеров, которые будут предлагать мультимедийные объявления на основании интересов пользователей и их последних запросов. Новые баннеры размещались на аукционной основе с оплатой за клик. Рекламодатель мог сам назначать цену и платить только за потенциальных клиентов. Тестировались смарт-баннеры в Рекламной сети Яндекса.
В феврале Яндекс выкупил компанию, которая являлась собственником зданий в деловом квартале «Красная роза». По итогу, компания стала владельцем семи офисных задний класса А и В, общей площадью в 80.000 М² или же территории, размером в 4.000 Га. В это же время было заключено рамочное соглашение с компанией «Red Rose 1875 Limited», зарегистрированной на Кипре. По его условиям, компания становится единоличным собственником вновь созданного юридического лица, которому перейдёт право владения указанными зданиями и долговые обязательства в размере около 490 млн долларов. Также, Яндекс выпустит на имя приобретённой компании 12,9 млн обыкновенных акций класса «A» с ограничением продажи на 90 дней.
31 марта был закрыт сервис Яндекс.Словари, предоставлявший поиск информации по сайтам справочного и энциклопедического содержания, а также по базе оцифрованных Яндексом словарей и справочников, работавший с 2006 года, а с учётом предшественников Яндекс.Лингво и Яндекс.Энциклопедии — с 2001 года. Причиной прекращения деятельности сервиса, как сообщается, стали претензии со стороны обладателей авторского права на использовавшиеся сайтом словари. После закрытия сервиса Яндекс рекомендовал его бывшим пользователям перейти на использование Яндекс.Переводчика.
В начале апреля, Яндекс заявил о том, что Яндекс.Такси начал обслуживать бизнес. Теперь сервис начал организовывать поездки для сотрудников компаний-клиентов, а также контролировать расходы на служебный транспорт. Одновременно с этим, была запущена виртуальная АТС для малого и среднего бизнеса — сервис «Яндекс.Телефония». Как сообщила компания, новый сервис позволит их клиентам организовать работу со звонками, запросами сайта, записями в социальных сетях и других обращениях.
8 июня Яндекс выпускает браузер с персональной лентой рекомендаций, использующая в качестве алгоритма отбора рекомендаций нейронные сети — Яндекс.Дзен. По словам компании, лента формируется на основе знаний браузера о пользователе: какие сайты он посещает, как оценивает статьи и ролики из ленты — просит он «больше такого» или наоборот. Было объявлено, что в конце месяца Яндекс выпустит сервис, который поможет рекламодателям найти свою аудиторию — Яндекс.Аудитории. Данный сервис помог бы пользователям создать аудиторные сегменты, чтобы потом использовать их для таргетирования рекламы.
В 2016 году компания вновь уделила внимание образованию в сфере IT и запустила программу обучения школьников промышленному программированию на языке программирования Python — Яндекс.Лицей. Он стартовал в Саратове, Пензе, Калуге и Тамбове при поддержке региональных министерств и ведомств, которые курируют образование и сферу IT в регионах. По словам компании, в следующем году программа будет открыта в других регионах страны. В том же году была открыта просветительская программа «Издательство Яндекса», созданная для развития и поддержки образовательных интернет-проектов в области истории, литературы, языкознания, искусства и философии.

## 2017 год: Алиса, беспилотный автомобиль
С начала 2017 года «Яндекс» начал разработку системы автономного управления транспортными средствами — это система, позволяющая транспорту самостоятельно перемещаться, учитывая действия других участников движения и соблюдая ПДД. В этом же году «Яндекс» начал тестировать собственные беспилотные автомобили, оснащённые этой системой. Позже эта система была использована для создания автономного робота-доставщика «Яндекс. Ровер».
В апреле 2017 года ФАС России вынесла решение в пользу Яндекса в споре с компанией Google, который продолжался с 2015 года. Компания обращалась в ФАС с жалобой на то, что Google вынуждает производителей мобильных устройств под управлением Android отказываться от предустановки конкурирующих приложений, в том числе продуктов Яндекса.
15 мая 2017 года вследствие применения персональных и экономических санкций в отношении физических и юридических лиц, связанных с ситуацией на Украине, был заблокирован доступ к сервисам Яндекс для украинских пользователей. СНБО Украины заявил, что Россия может использовать сервисы Яндекса для планирования наступательных действий на территории Украины. Все счета компании были заблокированы. 29 мая 2017 года Служба безопасности Украины провела обыски в украинских офисах Яндекса в Киеве и Одессе. По информации местного ресурса, обыск проводился на основании статьи «Государственная измена». В мае 2017 года Яндекс объявил о решении закрыть свои офисы на территории Украины.
В июле 2017 года Яндекс и Uber подписали соглашение об объединении бизнеса по онлайн-заказу такси в России, Азербайджане, Армении, Белоруссии, Грузии и Казахстане.
10 октября Яндекс представил своего голосового ассистента «Алиса».
В 2017 году Яндекс совместно с Банком России реализовал проект по маркированию в поисковой выдаче системы Яндекс сайтов микрофинансовых организаций и сайтов субъектов страхового дела, сведения о которых содержатся в соответствующих государственных реестрах.

## 2018 год: Яндекс. Станция, беспилотное такси
В феврале 2018 года Яндекс впервые продемонстрировал поездку своего беспилотного автомобиля. Машина самостоятельно контролировала дорогу, останавливалась на светофорах, объезжала сугробы и не скользила на гололедице. В том же месяце закрылась сделка по объединению «Яндекс. Такси» и Uber в России и пяти соседних странах. Доля «Яндекса» в новой компании стоимостью более $ 3,8 млрд составила 59,3 %. Т.
29 мая на конференции Yet another Conference компания анонсировала выпуск своего первого устройства — умной колонки «Яндекс.Станция». В начале 2019 года были запущены «Чаты для бизнеса» в рамках платформы «Яндекс. Диалоги».
10 июля компания запустила в продажу первую «умную» колонку со встроенным голосовым помощником «Алиса» собственного производства — «Яндекс. Станцию».
В октябре-ноябре 2018 года Яндекс в течение двух-трёх недель была заражена вредоносной программой Regin. По данным анонимных источников издательства Reuters скорее всего были скомпрометировали R&D-подразделение компании. Представители Яндекса подтвердили факт хакерской атаки[значимость факта?].
В 2018 году экосистема Яндекса пополнилась сервисами «Яндекс. Облако», «Яндекс. Диалоги», «Яндекс. Плюс», «Яндекс. Драйв» и «Яндекс. Заправки». Также «Яндекс» купил агрегатор скидок «Едадил» и 83,3 % сервиса доставки продуктовых наборов «Партия еды».

## 2019 год: Умный дом и Станция Мини
В начале 2019 года были запущены «Чаты для бизнеса» в рамках платформы «Яндекс. Диалоги».
В январе 2019 года Яндекс учредил ежегодную научную премию имени Ильи Сегаловича за достижения в области компьютерных наук с бюджетом 15 млн рублей.
19 марта 2019 года совместно с компанией Elari в продажу была запущена первая беспроводная bluetooth-колонка со встроенным голосовым помощником «Алиса».
В апреле 2019 года «Яндекс» совместно с Альфа-банком и банком Тинькофф выпустили карту «Яндекс. Плюс»[значимость факта?].
23 мая были представлены стартовый набор устройств умного дома, медиаплеер «Яндекс.Модуль» и новые возможности «Алисы» для управления умным домом.
В июле 2019 года доступ к сервисам Яндекс был разблокирован некоторыми украинскими интернет-провайдерами.
В октябре 2019 года акции компании потеряли около 15 % (более $1,5 млрд) стоимости. Причиной столь значительного падения, предположительно, стало обсуждение ранее внесенного группой парламентариев предложения, условного названного «Законопроект Горелкина»[уточнить][значимость факта?].
9 октября компания представила вторую умную колонку собственной разработки — «Яндекс. Станцию Мини».
В ноябре 2019 года Яндекс начал тестирование беспилотного робота-курьера Яндекс. Ровер. По заявлениям представителя компании, в его создании были использованы собственные наработки в области беспилотного управления.
В декабре 2019 года «Яндекс» совместно с Объединённым кредитным бюро разработали проект «Интернет-скоринг бюро».
В январе 2020 года «Яндекс» представил виджет персональных рекомендаций контента для читателей сайтов[значимость факта?].

## 2020 год: Сервисы доставки
В сентябре 2020 года «Яндекс» выделил направление беспилотных автомобилей в отдельную компанию Yandex Self Driving Group.
В сентябре стало известно, что Яндекс ведёт переговоры о покупке Тинькофф банка. Сообщалось, что сумма сделки могла составить $5,5 млрд. Однако 16 октября сделка была прекращена. Олег Тиньков объяснил, что его не устроила идеология сделки: он планировал слияние, а не поглощение, продолжая активно влиять на дела в банке. В Яндексе в качестве причины срыва указали постоянные требования другой стороны.
В октябре Яндекс объявил о покупке сервиса автоматизации управления контекстной рекламой К50.
По итогам года Яндексу, вопреки негативным прогнозам, удалось увеличить свою выручку. Рост компании по отношению к 2019 году составил 24 %.

## 2021 год: Алиса и умные колонки, закадровый перевод
16 февраля 2021 года стало известно, что консолидированная выручка «Яндекса» в 2020 году выросла на 17 % год к году (без учёта показателей «Яндекс. Маркета»), что в денежном выражении составило 206 млрд руб.10 марта 2021 года Яндекс запустил собственный платёжный сервис Yandex Pay.
В июле Яндекс приобрел 100 % акций банка Акрополь. Компанией было заплачено около 1,1 млрд руб. Позже купленный банк был переименован в Яндекс. Банк, на основе которого Яндекс получил возможность развивать свои финансовые сервисы и продукты.
В первой половине сентября серверы IT-компании подверглись самой крупной DDoS-атаке в истории рунета.

## 2022 год
По данным Forbes, в феврале 2022 года Яндекс занимал 1 место в рейтинге 30 самых дорогих компаний Рунета. Стоимость компании оценивалась в $17,397 млрд.
В мае 2022 года Яндекс переименовал свою дочернюю компанию, управляющую дата-центром в Финляндии, из Yandex Oy в Global DC Oy. В компании объяснили это, что дата-центр используется в основном международными сервисами, не связанными с брендом Яндекса.
В начале июня 2022 года Яндекс зарегистрировал представительство в Сербии ООО «Яндекс. Технологии Белград». Возглавил юридическое лицо Петр Попов. 23 июня 2022 года Яндекс выложил в открытый доступ нейросеть YaLM 100B, предназначенную для генерации и обработки текстов на русском и английском языках. Она уже используется в более 20 сервисах, включая голосовой помощник Алиса и поиск.
В июле 2022 года структура Яндекса в Ирландии — Yandex Finance объявила о своем добровольном закрытии. Она была зарегистрирована 6 января 2022 года. По некоторым данным, в компании планировали воспользоваться льготным налогооблажением в этой стране. Однако позже отказалась от этого.
В конце августа 2022 года Яндекс обменял у VK свои медийные активы (Дзен и Яндекс.Новости) на Delivery Club, в рамках сделки «Яндекс» как минимум на три года передаст свою главную страницу yandex.ru в пользование VK. Сам IT-гигант будет развивать в качестве своей новой главной страницы домен ya.ru, на котором всегда была размещена как у Google только строка поиска.
12 сентября 2022 года Яндекс убрал подписку «Плюс» на одного человека и оставил только семейный вариант «Плюс Мульти», стоящий на 50 % дороже. 13 сентября с главной страницы yandex.ru начал работать редирект на dzen.ru.
В октябре 2022 года стало известно о запуске «Яндекс Доставкой» междугородней доставки через пункты выдачи.
8 ноября 2022 года стартовали продажи умных телевизоров Яндекса, управляемых голосовым помощником Алиса.
В ноябре 2022 года издание The Bell опубликовало информацию, согласно которой председатель Счётной палаты Алексей Кудрин обсудил с президентом РФ Владимиром Путиным реорганизацию «Яндекса». Было объявлено, что сооснователь компании Аркадий Волож займется развитием зарубежного бизнеса, а Алексей Кудрин получит 5 % компании, займёт место в менеджменте и будет развивать российское подразделение. Позже «Яндекс» подтвердил планы разделить компанию на две части. Так Yandex N.V. планировал избавиться от акций российского подразделения Яндекса и сменить название. Изменение структуры активов должны были согласовать акционеры нидерландской компании.
9 декабря 2022 года руководство компании объявило о переходе на гибридный формат работы. Сотрудники компании по должны вернуться работать в офис. Такой график работы предполагает присутствие в офисе несколько дней в месяц. Идея принадлежит бывшему руководителю группы компаний в России Тиграну Худавердяну.
В декабре 2022 года стало известно о том, что «Яндекс» зарегистрировал в Армении компанию Beyond ML. Как выяснил телеканал RTVI, холдингу принадлежит около десятка технологических стартапов в сфере машинного обучения. Формально с самим «Яндексом» он не связан, но оформлен на его топ-менеджеров.
15 декабря Яндекс представил самокат собственной разработки, которые будет использовать для кикшеринга Яндекс Go.
30 декабря Аркадий Волож сообщил об уходе из «Яндекса», опубликовав письмо сотрудникам на внутреннем портале компании: «Это проект моей жизни. И не только моей. Все эти 30 лет мы делали его вместе — с нуля, в условиях глобальной конкуренции, стремясь вести себя открыто и честно. Спасибо всем, кто строил и строит лучшую технологическую компанию страны. Люблю вас всех и обнимаю. Мне вас очень не хватает. Пусть новый год принесёт всем мир».

### Санкции
В середине марта 2022 года под санкции ЕС попал главный управляющий директор головной компании Yandex N.V. Тигран Худавердян, который присутствовал на встрече президента Владимира Путина с бизнесменами 24 февраля 2022 года после начала вторжения России на Украину. За несколько дней до этого объявления Худавердян покинул пост гендиректора, а впоследствии и совет директоров Yandex N.V, но остался одним из участников отвечающего за основные вопросы развития коллегиального органа управления, в который входят несколько топ-менеджеров. Ранее бывший руководитель сервиса «Яндекс. Новости» Лев Гершензон обвинил компанию в том, что она служит «ключевым элементом в сокрытии информации» от пользователей о войне на Украине, сам Худавердян в ответ написал пост в Facebook о том, что он и компания «не будет становиться на броневик». 3 июня ЕС ввёл санкции против Аркадия Воложа. Одной из причин были названы продвижение «Яндексом» государственных СМИ и удаление контента с критикой российских властей.
7 июля 2022 года Худавердян обратился в Европейский суд в Люксембурге с иском об отмене санкций против него. В иске бизнесмен отметил, что не поддерживает вторжение в Украину, и сказал, что «Яндекс» не является «существенным источником дохода для правительства России» и «ключевым элементом» в сокрытии информации о войне от россиян.
В конце сентября в Финляндии были арестованы активы Яндекса (сервис такси Yango и центр обработки данных в городе Мянтсяля) и близких к президенту Владимиру Путину предпринимателей Бориса и Аркадия Ротенбергов.

## 2023 год
В конце января 2023 года появилась информация о попадании в открытый доступ части кода, хранящегося во внутреннем репозитории Яндекса. В компании сообщили, что репозитории не имеют отношения к персональным данным пользователей.
Яндекс подтвердил, что работают над альтернативой ChatGPT — нейросетью YaLM 2.0. Она получит возможность самостоятельной генерации ответов и станет частью Алисы, Почты и других сервисов компании.
5 апреля 2023 года Яндекс представил прототип приложения «Шедеврум», которое способно генерировать изображения из текста посредством нейросети. Сервис понимает русский и английский языки. Первую версию приложения обучили на 240 млн картинок с текстовыми описаниями.
17 мая 2023 года Яндекс внедрил свою языковую модель YandexGPT в виртуального помощника Алису. Нейросеть обучали на суперкомпьютере Яндекса. В настоящий момент технология работает в тестовом режиме. В будущем создатели обещают, что Алиса с ИИ будет учитывать контекст беседы.
В мае 2023 года появилась информация о предложении миллиардеров Владимира Потанина и Вагита Алекперова выкупить 51 % российских активов Яндекса у материнской компании Yandex N.V., зарегистрированной в Нидерландах.
7 июня 2023 года Яндекс запустил тестирование беспилотного такси в столичном районе Ясенево. 4 августа 2023 года началось тестирование технологии автономного управления без водителя-испытателя на первом сидении.
21 июня 2023 года издание «Ведомости», опираясь на свои источники в Яндексе, сообщило, что в компании отказались от планов развития сервиса Crowd и вывода его на рынок. Однако в самом Яндексе официально опровергли намерения открывать доступ к сервису за пределами Яндекса и заявили, что продолжат развивать его как внутренний.
7 сентября 2023 года «Яндекс» представил первый совместный продукт с Xiaomi — «Умный дисплей», которым можно управлять с помощью голосового помощника «Алиса» или через 10,1-дюймовый экран. Устройство оснащено камерой, которую можно закрыть шторкой, и способно управлять устройствами умного дома.
18 октября 2023 года Яндекс представил нейросеть YandexArt, генерирующую изображение и видео по текстовому описанию в приложении Шедеврум.

## 2024 год
В феврале 2024 года материнская компания Яндекса Yandex N.V. договорилась о продаже российского бизнеса консорциуму менеджеров и частных инвесторов, включая Лукойл, за 475 млрд рублей.
28 марта 2024 года пресс-служба компании сообщила о запуске третьего поколения нейросетей YandexGPT.
10 апреля 2024 года в интервью изданию Коммерсантъ глава поискового бизнеса Яндекс Дмитрий Масюк анонсировал новый продукт «на стыке поиска и генеративных нейросетей». На главной странице компании в VK вышел анонс с предполагаемым названием продукта «Нейро», подписью: «Новый способ искать ответы» и датой 16 апреля. Ожидалось, что в этот день Яндекс представит усовершенствованную версию своего поисковика с интегрированным ИИ. 16 апреля 2024 года прошла презентация сервиса «Нейро», который способен посредством ИИ отвечать на сложные вопросы, используя информацию находящуюся в интернете.
13 июня 2024 года Яндекс завершил сделку по приобретению рекламного сервиса eLama. Компания озвучивала намерения о покупке ещё в январе 2022 года, однако вернуться к планам получилось только в феврале 2024 года.
В июле 2024 года была официально закрыта сделка о продаже Yandex N.V. своего российского бизнеса собственникам из РФ. Новой головной компанией стала МКПАО «Яндекс», принадлежащая закрытому паевому инвестфонду «Консорциум. Первый». По условиям договора, к ней перешли все отечественные активы, тогда как нидерландская компания удержала за собой ряд зарубежных стартапов.
В сентябре 2024 года Яндекс запустил ИИ-помощник для генерирования программного кода «Yandex Code Assistant».
В октябре 2024 года была представлена новая версия нейросети для создания изображений YandexART 2.0, поддерживающая генерацию текста на картинках.
В ноябре 2024 года Яндекс создал бизнес-группу Yandex b2b Tech, консолидирующую инструменты и технологии в сегменте B2B. 28 ноября 2024 года компания закрыла сделку по приобретению сервиса бесконтактной оплаты Newpay.
В декабре 2024 года Яндекс поглотил сервис аренды зарядных устройств «Бери заряд!», выделив его в отдельное бизнес-направление.

## 2025 год
В 2024 году выручка Яндекса впервые превысила 1 трлн рублей, составив 1,095 трлн рублей. Этот показатель вырос по отношению к предыдущему периоду на 37%. В том числе созданное в ноябре 2024 года технологическое подразделение принесло компании 32,2 млрд рублей. Оно стало пятым по вкладу в выручку и обошло ближайшего конкурента «VK Tech» в 2,4 раза.
Исследователи Яндекса разработали и выложили в открытый доступ один из крупнейших в мире датасетов для развития рекомендательных систем «Yambda (YAndex Music Billion-interactions DAtaset)».
В июне 2025 года Яндекс запустил менеджер тегов «Яндекс Тег Менеджер». Инструмент предназначен для digital-специалистов и позволяет управлять рекламными и аналитическими скриптами без привлечения разработчиков. Особенностью сервиса является интегрированность в Яндекс.Метрику.
В апреле 2025 года была запущен «Нейроэксперт» — ИИ-ассистент, который отвечает на запросы пользователя, опираясь исключительно на загруженные им файлы.
Во II квартале 2025 года Яндекс отчитался о росте выручки на 33% по отношению к аналогичному периоду 2024 года. Однако также отмечается падение темпов роста в течение трёх последних лет.
В августе 2025 года Яндекс перезапустил сервис проверки скорости интернета «Интернетометр» на фоне блокировки «Speedtest».